# 石神義雄
石神 義雄（いしがみ よしお、1895年（明治28年）- 没年不詳）は、日本の造園家。
宮内省に奉職した造園の技師。
神奈川県生まれ。1917年（大正6年）に千葉高等園芸学校（現・千葉大学園芸学部）を卒業。同年より（大正9年）まで株式会社馬来護謨公司技手をつとめる。
1922年（大正11年）から、宮内省に入省し宮内技手補として内匠寮勤務。1929年（昭和4年）宮内技手になる。1946年（昭和21年）宮内技師。のち退官。